# Мирновский сельсовет (Башкортостан)
Мирновский сельсовет — муниципальное образование в Благоварском районе Башкортостана.

## История
Согласно «Закону о границах, статусе и административных центрах муниципальных образований в Республике Башкортостан» имеет статус сельского поселения.

## Население
| 2002  | 2009  | 2010  | 2012  | 2013  | 2014  | 2015  |
| ----- | ----- | ----- | ----- | ----- | ----- | ----- |
| 1272  | ↗1313 | ↘1243 | ↘1219 | ↘1200 | ↗1220 | ↗1252 |
| 2016  | 2017  |       |       |       |       |       |
| ↗1265 | ↘1263 |       |       |       |       |       |

## Состав сельского поселения
| № | Населённый пункт   | Тип населённого пункта       | Население |
| - | ------------------ | ---------------------------- | --------- |
| 1 | Мирный             | село, административный центр | ↘1067     |
| 2 | Новоконстантиновка | село                         | ↘176      |